# Gonionchus villosus
Gonionchus villosus är en rundmaskart som beskrevs av Nathan Augustus Cobb 1920. Gonionchus villosus ingår i släktet Gonionchus och familjen Monhysteridae. Inga underarter finns listade i Catalogue of Life.